# Paweł Wojciechowski (voetballer 1990)
Paweł Wojciechowski (uitspraak: [ˈpavɛw vojtɕɛˈxɔfski], ong. paveeuw vojtjechofskie) (Wrocław, 24 april 1990) is een Pools betaald voetballer die bij voorkeur in de aanval speelt.

## Clubcarrière
Hij begon in 2000 in de jeugd bij Odra Malczyce en speelde daarna in de jeugdopleiding van Śląsk Wrocław (2001-2003), Miedź Legnica (2003-04), wederom Śląsk Wrocław (2004-05), UKP Zielona Góra (2005 tot eind 2006), Promień Opalenica (2007) en in Spanje bij Murcia Deportivo CF (2007).
Wojciechowski sloot zich in de winter van het seizoen 2007/08 bij het hoogste jeugdteam van sc Heerenveen aan. Gedurende het seizoen speelde hij regelmatig mee met de beloften van de club. Door blessures in het eerste elftal, maakte hij op zaterdag 1 november 2008 tegen AZ zijn debuut in het team van trainer Trond Sollied. Hij startte in de basis en maakte de openingstreffer tegen de Alkmaarders. Hij maakte de wedstrijd niet vol, doordat hij uitviel met een blessure.
Wojciechowski speelde daarna nog twee keer voor het eerste elftal, maar sloot zich weer bij zijn leeftijdsgenoten aan toen de ziekenboeg van Heerenveen leegstroomde. Ondanks een langdurige blessure, maakte de aanvaller tien doelpunten in de competitie. Daarnaast won hij met de A1 de KNVB beker ten koste van FC Volendam. In de finale scoorde Wojciechowski Heerenveens derde en laatste doelpunt.
Wojciechowski was na twee jaar als invaller in de hoofdmacht in de zomer van 2010 einde contract bij Heerenveen. Daarop tekende hij een tweejarig contract bij Willem II, waar de net aangestelde trainer Gert Heerkes na het vertrek van twintig spelers bezig was een bijna volledig nieuwe selectie samen te stellen. Vlak voor het nieuwe seizoen scheurde hij zijn linker kruisband van zijn knie af. Daardoor miste hij het hele seizoen 2010/11. Van medio 2012 tot eind 2013 speelde Wojciechowski in Wit-Rusland voor FK Minsk. Van begin 2014 tot de zomer van dat jaar speelde hij voor het Poolse Zawisza Bydgoszcz. Daarna keerde hij terug naar Wit-Rusland bij Sjachtjor Salihorsk. Daar werd zijn contract medio april 2015 ontbonden.
Vanaf 1 oktober 2015 ging Wojciechowski bij Chrobry Głogów in de I liga spelen.
In 2017 ging hij naar Odra Opole maar kwam maar driemaal in actie. Vanaf januari 2018 speelde hij voor Ruch Chorzów. In januari 2022 ging hij naar Resovia Rzeszów.

## Carrière
| seizoen | club                | land                 | competitie       | wed. | goals |
| ------- | ------------------- | -------------------- | ---------------- | ---- | ----- |
| 2008/09 | sc Heerenveen       | Vlag van Nederland   | Eredivisie       | 3    | 1     |
| 2009/10 | sc Heerenveen       | Vlag van Nederland   | Eredivisie       | 6    | 1     |
| 2010/11 | Willem II           | Vlag van Nederland   | Eredivisie       | 0    | 0     |
| 2011/12 | Willem II           | Vlag van Nederland   | Eerste divisie   | 19   | 2     |
| 2012    | FK Minsk            | Vlag van Wit-Rusland | Vysjejsjaja Liga | 12   | 5     |
| 2013    | FK Minsk            | Vlag van Wit-Rusland | Vysjejsjaja Liga | 1    | 0     |
| 2013/14 | Zawisza Bydgoszcz   | Vlag van Polen       | Ekstraklasa      | 6    | 0     |
| 2014    | Sjachtjor Salihorsk | Vlag van Wit-Rusland | Vysjejsjaja Liga | 11   | 2     |
| 2015/16 | Chrobry Głogów      | Vlag van Polen       | I liga           | 16   | 2     |
| 2016/17 | Chrobry Głogów      | Vlag van Polen       | I liga           | 32   | 7     |
| 2017/18 | Odra Opole          | Vlag van Polen       | I liga           | 0    | 0     |
| 2017/18 | Ruch Chorzów        | Vlag van Polen       | I liga           | 12   | 0     |
| 2018/19 | Gornik Leczna       | Vlag van Polen       | Ewinner II Liga  | 20   | 10    |
| 2019/20 | Gornik Leczna       | Vlag van Polen       | Ewinner II Liga  | 30   | 17    |
| 2020/21 | Gornik Leczna       | Vlag van Polen       | I liga           | 33   | 9     |
| Totaal  | Totaal              | Totaal               | Totaal           | 201  | 56    |

## Erelijst
sc Heerenveen
- KNVB beker

2009
 FK Minsk
- Wit-Russische voetbalbeker

2013
 Zawisza Bydgoszcz
- Puchar Polski

2014